# Шляховое (Кегичёвский район)
Шляховое (укр. Шляхове) — село,
Шляховский сельский совет,
Кегичёвский район,
Харьковская область, Украина.
Код КОАТУУ — 6323186001. Население по переписи 2001 года составляет 644 (290/354 м/ж) человека.
Является административным центром Шляховский сельский совет, в который, кроме того, входят сёла
Высокое и
Козачьи Майданы.

## Географическое положение
Село Шляховое находится у истоков реки Шляховая, ниже по течению примыкает к пгт Слобожанское.
На реке несколько запруд.

## Этимология
Название села происходит от слова «шлях» — дорога, иногда открытое, свободное для передвижения место. Село Шляховое, действительно, находится на покатой, открытой со всех сторон территории, а также на берегу одноимённой реки. 

## История
- 1802 — дата основания.

Село основано как хутор Шляховой в конце XVIII века генерал-майором Алексеем Алексеевичем Алымовым на землях, отведённых ему Екатериновской провинциальной канцелярией к югу от Украинской линии для развития хлебопашества. Алымов принадлежал к кондовым дворянским великорусским корням, однако по замечаниям некоторых историков, мог иметь крымско-татарские корни.  
По воспоминаниям крестьян, Алексей Алымов был благодушным помещиком. Так, крестьяне не были отягощены чрезмерным трудом; легкость барщины «простиралась до того, что в людных семьях происходили споры из-за желания идти на барщину не в очередь». Вспахивание полей для собственных нужд крестьян производилась скотом из помещичьего загона, несмотря на то, что у некоторых крестьян были и собственные волы. Помещик сквозь пальцы глядел на то, что его крестьяне воровали хлеб и сено, и руководствовался принципом «будет у них, будет и у меня».
К началу XIX века численность населения хутора составляла не более 10 дворов. В значительной степени хутор, а затем и деревня Шляховая, заселялся за счёт перевода семей крепостных крестьян из села Циглеровка.
В 1807 г. деревня Шляховая перешла во владение графа Якова Ламерта через женитьбу с внучкой Алексея Алымова - Софьей Николаевной. 
В 1849 г. население деревни сократилась из-за холерной эпидемии. 
С 1861 г. население деревни было переведено из крепостных крестьян в собственников. 
Изначально деревня Шляховая относились к приходу Троицкой церкви с. Березовка, находясь от нее на расстоянии пятнадцати верст.  В 1869 г. по решению и при финансовой поддержке графини Ламберт в деревню Шляховая была перенесена старая церковь из села Циглеровка (построенная Алексеем Алымовым в 1784 г.), получившая название Захарие-Елизаветинской. С 1872 г. при церкви стали вестись собственные приходно-расходные, метрические и исповедные книги, не зависящие от Березовской церкви, а в 1875 г. Шляховской церкви выдана печать. Соответствующие метрические книги за 1876-1918 гг. хранятся в Государственном архиве Харьковской области (фонд 1037 опись 3). 
В 1875 г. в пределах Шляховского прихода в деревне Кохановка создана народная школа.  
По состоянию на 1895 г. в села Шляховое была построена собственная церковноприходская школа. Численность населения составляла 1165 человек. 
В 1905 г. Захарие-Елизаветинская церковь была отремонтирована на средства прихожан. 
В 1932-33 гг. в период Голодомора умерло 203 жителя села.  
Во время Второй мировой войны село Шляховое было оккупировано немцами и сожжено, после войны вновь отстроено. 
По состоянию на 1967 г. численность населения составляла 243 человека. На территории сельского совета располагался колхоз «Советская Украина» (2049 га сельскохозяйственных угодий). Основными сельскохозяйственными занятиями являлись выращивание зерновых и технических культур, а также мясомолочное животноводство. В селе функционировали восьмилетняя школа, клуб, библиотека.

## Экономика
- Молочно-товарная ферма.
- «Шляховое», ООО.
- Агрофирма «ПаритетА».

## Объекты социальной сферы
- Школа.
- Дом культуры.
- Спортивная площадка.

## Достопримечательности
- Братская могила советских воинов. Похоронено 403 воина.

## Известные люди
- Доценко Иосиф Трофимович (1916—1943) — Герой Советского Союза, родился 15 ноября 1916 года в селе Шляховое.